# Duvaliomimus australis
Duvaliomimus australis – gatunek chrząszcza z rodziny biegaczowatych i podrodziny Trechinae.

## Taksonomia
Gatunek został opisany w 2010 roku przez Jamesa Iana Townsenda w 62 tomie Fauna of New Zealand.

## Opis
Ciało długości od 5 do 5,8 mm. Głowa, tułów i pokrywy ciemnobrązowawo-czarne. Czułki i żuwaczki rudobrązowe. Odnóża i głaszczki bursztynowo-brązowe. Głowa z silną mikrorzeźbą izodiametryczną, przechodzącą w bardziej poprzeczną w rejonie potylicy, obecną również na obrzeżach przedplecza i ramionach pokryw. Bruzdy czołowe prawie równoległe, stykające się z bruzdą szyjną. Oczy wyraźnie fasetkowane, nieco wyniesione nad powierzchnię głowy. Przedplecze ze szczecinką po każdej stronie najszerszej części, tylnej krawędzi prostej, kątach tylnych ostrych i nieco wystających, wyżłobieniu krawędziowym najszerszym koło szczecinek bocznych, a linii środkowej nie dochodzącej do wierzchołka. Pokrywy bez śladu kątów ramieniowych, o międzyrzędach prawie płaskich, a rzędach nieregularnie punktowanych. Rzędy 3 i 4 łączą się przy pierwszym punkcie dyskowym i u wierzchołka pokryw. Aedeagus stopniowo ścięty wierzchołkowo. Genitalia samic zbliżone do tych u D. (D.) walkeri.

## Występowanie
Gatunek ten jest endemitem Nowej Zelandii, znanym wyłącznie z Wyspy Południowej.